# Mariene ecoregio Chiloense
De Mariene ecoregio Chiloense (188) (Engels: Chiloense marine ecoregion) is een biogeografische regio en ligt in het zuidoosten van de Grote Oceaan in de Mariene provincie Magelhaen (48) in het Marien rijk Gematigd Zuid-Amerika. De mariene ecoregio is vastgesteld door het World Wide Fund for Nature en The Nature Conservancy en is vernoemd naar Chili.
In het noorden grenst het gebied aan de mariene ecoregio Araucanía (178) en in het zuiden aan de mariene ecoregio Kanalen en Fjorden van Zuidelijk Chili (187).

## Geografie
De mariene ecoregio ligt in het zuidoosten van de Grote Oceaan voor een stuk westkust van Chili. Het gebied strekt zich uit van de monding van de Maullín bij de gemeente Maullín tot aan het zuidwestelijke uiteinde van het schiereiland Taitao ten noorden van de Golf van Penas in de gemeente Aysén. Het omvat de fjorden en zeestraten in het gebied van de Chiloé-archipel, de Chonos-archipel en de Guaitecas-archipel, waaronder de Golf van Ancud, de Golf van Corcovado en het Moraledakanaal.
Door het gebied stroomt de Humboldtstroom.

## Biogeografie
Het gebied kent zeeleven dat houdt van gematigde temperaturen.